# Trajanje nogometne utakmice
Trajanje nogometne utakmice je vrijeme određeno nogometnim pravilima. Utakmica se sastoji od dvaju jednakih vremenskih dijelova (poluvremena) između kojih igrači imaju pravo na odmor, i od dvaju jednakih dodatnih razdoblja za igru (produžetci) ako to propozicije natjecanja predviđaju.

## Nogomet
Vrijeme trajanja nogometne utakmice različito je po uzrastu, kao i mogući produžetci. Vrijeme trajanja utakmice seniorima i juniorima je 2×45 minuta, dok su produžetci 2×15 minuta. Kadeti igraju 2×40 minuta, a eventualni produžetci su 2×10 minuta. Pionirima utakmica traje 2×35 minuta, a produžetci 2×5 minuta, dok mlađi pioniri igraju 2×30 minuta, s istim vremenom trajanja produžetaka kao i kod pionira.[nedostaje izvor]

## Mali nogomet
U malom nogometu utakmica traje 2×20 minuta, a produžetci 2×5 minuta (čista igra, tj. vrijeme dok je lopta u igri).